# Roman Zozula
Roman Wiaczesławowycz Zozula, ukr. Роман Вячеславович Зозуля (ur. 17 listopada 1989 w Kijowie) – ukraiński piłkarz występujący na pozycji napastnika, reprezentant Ukrainy.

## Kariera piłkarska

### Kariera klubowa
Roman Zozula jest wychowankiem DJuFSz Dynamo Kijów im. Walerija Łobanowskiego. Od 2006 występował w trzeciej i drugiej drużynie Dynama Kijów. 11 maja 2008 roku debiutował w podstawowym składzie Dynama Kijów w meczu z Worskłą Połtawa. 11 lipca 2011 przeszedł do Dnipra Dniepropetrowsk. 27 lipca 2016 podpisał 3-letni kontrakt z Realem Betis. 1 lutego 2017 ogłoszono o wypożyczeniu do hiszpańskiego drugoligowca Rayo Vallecano, ale transfer został anulowany, po protestach kibiców, gdy na jaw wyszły jego rzekome powiązania ze środowiskami neonazistowskim. Jednak piłkarz sprostował zarzuty ultras, tłumacząc, że nie ma żadnych powiązań z neonazistami, a tylko wspomaga ukraińską armię oraz dzieci ofiar wojny. 9 marca 2017 za obopólną zgodą kontrakt z Rayo Vallecano został anulowany i piłkarz wrócił do Betisu. 31 sierpnia 2017 otrzymał status wolnego agenta. 8 września 2017 został piłkarzem Albacete Balompié. 31 lipca 2021 został piłkarzem CF Fuenlabrada.

### Kariera reprezentacyjna
Występował w reprezentacjach juniorskich i młodzieżowych Ukrainy. 2 czerwca 2010 debiutował w reprezentacji Ukrainy w wygranym 1:0 meczu towarzyskim z Norwegią, w którym strzelił swego pierwszego gola.

## Sukcesy i odznaczenia
- Mistrzostwo Ukrainy:
  - mistrz: 2009
  - wicemistrz: 2010
- Superpuchar Ukrainy:
  - zdobywca: 2009